# Augusto Silvestrelli
Augusto Silvestrelli (Roma, 1834 – Roma, 1º gennaio 1915) è stato un politico italiano.

## Biografia
Augusto Silvestrelli è stato un politico italiano, dapprima attivo nei moti risorgimentali e poi deputato del Regno d'Italia nella XIX legislatura. Suo fratello maggiore, Luigi, fu anch'egli deputato, mentre un altro fratello, Cesare, divenne Beato col nome Bernardo Maria di Gesù.
Nel 1896, viene nominato, con regio decreto, commissario straordinario dell'Ente morale Ospedali Riuniti di Roma, contestualmente all'istituzione di quest'ente che riunificò l'intero, vastissimo, patrimonio ospedaliero romano.
Personaggio già legato al Risorgimento, ricevette delle critiche da parte cattolica sulla gestione dell'Ente: infatti, la Civiltà Cattolica contestò alla gestione Silvestrelli: "risulta che le condizioni finanziarie dell'Ospedale di Spirito Santo, che dopo 15 anni, che, tolto al Papa, è passato nelle mani dei riparatori, sono ridotte[...]. Bastarono dunque ai riparatori tre lustri per dar fondi al patrimonio che i Papi avevano messo insieme in molti secoli".